# Їммі Окессон
Пер Їммі Окессон (швед. Per Jimmie Åkesson; нар. 17 травня 1979, Іветофта, Сконе) — шведський політик, член партії «Шведські демократи», письменник. Лідер партії Шведських демократів з 7 травня 2005 року, член парламенту з 2010 року.

## Біографія
Окессон — син підприємця Стефана Окессона (1954) і санітарки Брітт-Марі Перссон (1956). Він виріс у Сельвесборзі.
Почав навчатися в Лундському університеті в 1999 році. Протягом першого навчального року він вивчав курси з філософії та дослідницької політики. Потім він вивчав політичні науки, право, економічну історію, економіку та соціальну географію. Вивчав курси, що відповідають вищому навчальному закладу, з політологією як основним напрямом, але не здобув жодного ступеня.
Окессон був заручений із Луїзою Еріксон (1989), вони мають сина, народженого в 2013 році. Еріксон — активний політик партії шведських демократів, дочка Ерджана Ерісона (1965 року народження) і Маргарети Гундсдоттер, колишнього незалежного члена парламенту від шведських демократів. 2020 року пара оголосила про розлучення.
У 2013 році Окессон опублікував автобіографію «Satis polito». 5 липня 2018 року, перед парламентськими виборами 2018 року, він також опублікував книгу політичної кампанії «Сучасний народний дім», де описує політику партії.

## Політична кар'єра

### Рання політична кар'єра
Окессон приєднався до шведських демократів у 1995 році після того, як був членом Moderat skoleungdom, як він сам заявив в автобіографії.
За його словами, те, що відрізняло партію від Поміркованих було питання членства в ЄС. Важливо також, що лідер партії Мікаель Янсон ініціював відновлення партії після того, як у 1995 році він замінив Андерса Кларстрома. У книзі Окессон говорить про рішення приєднатися до шведських демократів: «Ми мали деякий контакт з Шведськими демократами десь у грудні того ж року [1994], і під час зустрічі напередодні Нового року ми вирішили заснувати політичну партію, і що зрештою призвело до створення місцевого відділу Молоді шведських демократів. У тому ж самому сценарії, здається, що Окессон ніколи не був членом Поміркованої молоді (MSU), за словами Окессона, ті, хто сформував MSU, вибрали «інший шлях». У коментарі прессекретаря Шведських демократів Крістіан Краппедаль повідомляє: «Джиммі Окессон знайшов зв'язок із партією після виборів 94. Він став членом восени/на початку літа 1995 року.»
Окессон був обраний на посаду заступника члена правління партії 1997 року, що поклало початок його участі в політиці на національному рівні. З тих пір він обіймав кілька посад, у тому числі був у складі відділу зв'язків з громадськістю партії та був головою комісії партійної програми. Після парламентських виборів 1998 року він брав участь у реконструкції Демократичної молоді Швеції, де вперше став віцеголовою, а з 2000 до 2005 року був федеральним президентом. З 1998 року він був членом ради комуни Сельвесборг.

### Лідер партії (2005–)

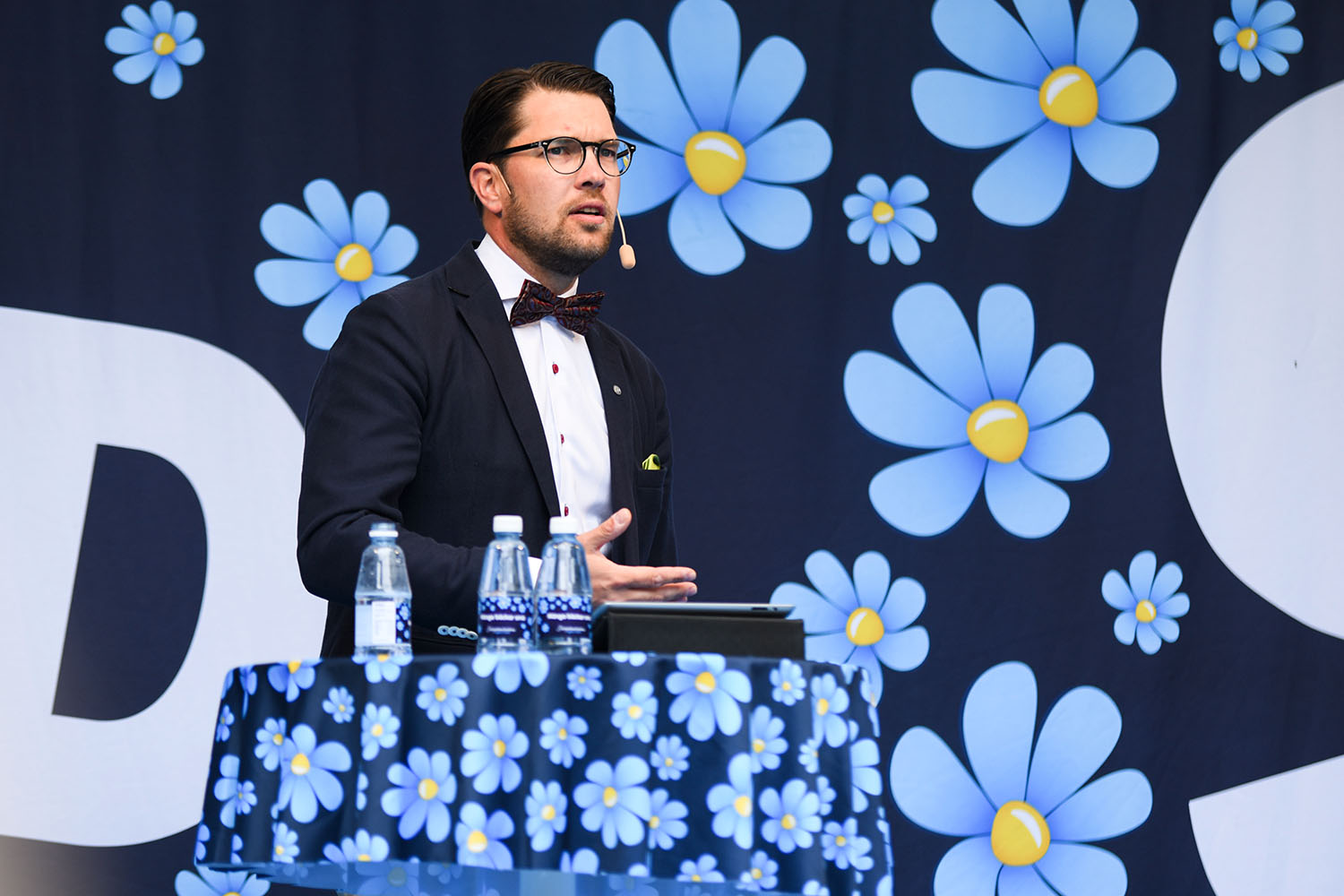
Окессон під час виступу в травні 2016 року.

Після внутрішньої боротьби в рамках шведських демократів, Окессон був запропонований у 2005 році Комітетом з призначення новим лідером партії. На засіданні Риксдагу 7 травня 2005 року Окессон переміг колишнього лідера партії Мікаеля Янссона у співвідношенні 91-50 голосів, і таким чином був обраний лідером партії.

#### До парламентських виборів 2010 року
19 жовтня 2009 року Aftonbladet опублікував критично-ісламський пост Окессона на своїй сторінці дебатів. Стаття стверджувала, що різні явища, пов'язані з ісламом, були «найбільшою зарубіжною загрозою для Швеції після Другої світової війни». Редакція Aftonbladet називала статтю «Мусульмани — наша найбільша зарубіжна загроза». Дискусійний документ отримав високу оцінку, і Окессон зустрівся з міністром торгівлі та промисловості та віцепрем'єр-міністром Маудом Олофссоном у живій дискусії на SVT у зв'язку зі статтею. Центр проти расизму позначив статтю як ту яка розпад.є ненависть проти етнічної групи. Інститути суспільної думки United Minds і Synovate відзначили, що дебати про Шведських демократів збільшили підтримку своїх виборців у відповідних соціологічних опитуваннях у жовтні того ж року.
У лютому 2010 р. Журнал DSM представив опитування, яке показало, що Окессон був дев'ятим лідером громадської думки Швеції в 2009 році.

#### Член парламенту (2010–)
На парламентських виборах 2010 року Окессон висувався на першому місці у парламентському списку Шведської демократичної партії. Партія вперше була обрана до Риксдагу, а Окессон був обраний членом парламенту з округу Єнчепінг. Як новий член парламенту, Окессон став членом Військової делегації.
Журнал «Фокус» визначив Окессона як п'яту найпотужнішу людину Швеції в 2013 році. У 2014 році Окессон був визнаний беззаперечним лідером громадської думки в Швеції журналом DSM, на тій підставі, що він змінив політичний ландшафт.
17 жовтня 2014 року Окессон був визнаний непрацездатним на невизначений термін через емоційне вигорання, після чого Маттіас Карлсон став тимчасовим партійним лідером. 23 березня 2015 року Окессон оголосив про повернення до шведської політики. В інтерв'ю для Фредріка Скавлана він сказав, що спочатку він не буде працювати на повну ставку, і не матиме такої великої зовнішньої ролі, але має намір поступово повернутися до шведської політики.
На парламентських виборах 2018 року шведські демократи отримали 17,5 відсотка і таким чином стали третьою найбільшою партією парламенту.
14 листопада 2018 року шведські демократи, під керівництвом Окессона, проголосували за призначення голови партії Поміркованих Ульфа Крістерссона на посаду прем'єр-міністра в уряді з помірними і християнськими демократами. Проте голосування закінчилося 195 голосами проти 154 голосів, після чого пропозиція впала, оскільки Центральна партія і Ліберали пішли за червоно-зеленими. Пропозиція спікера вперше була не схваленою Риксдагом.

## Галерея

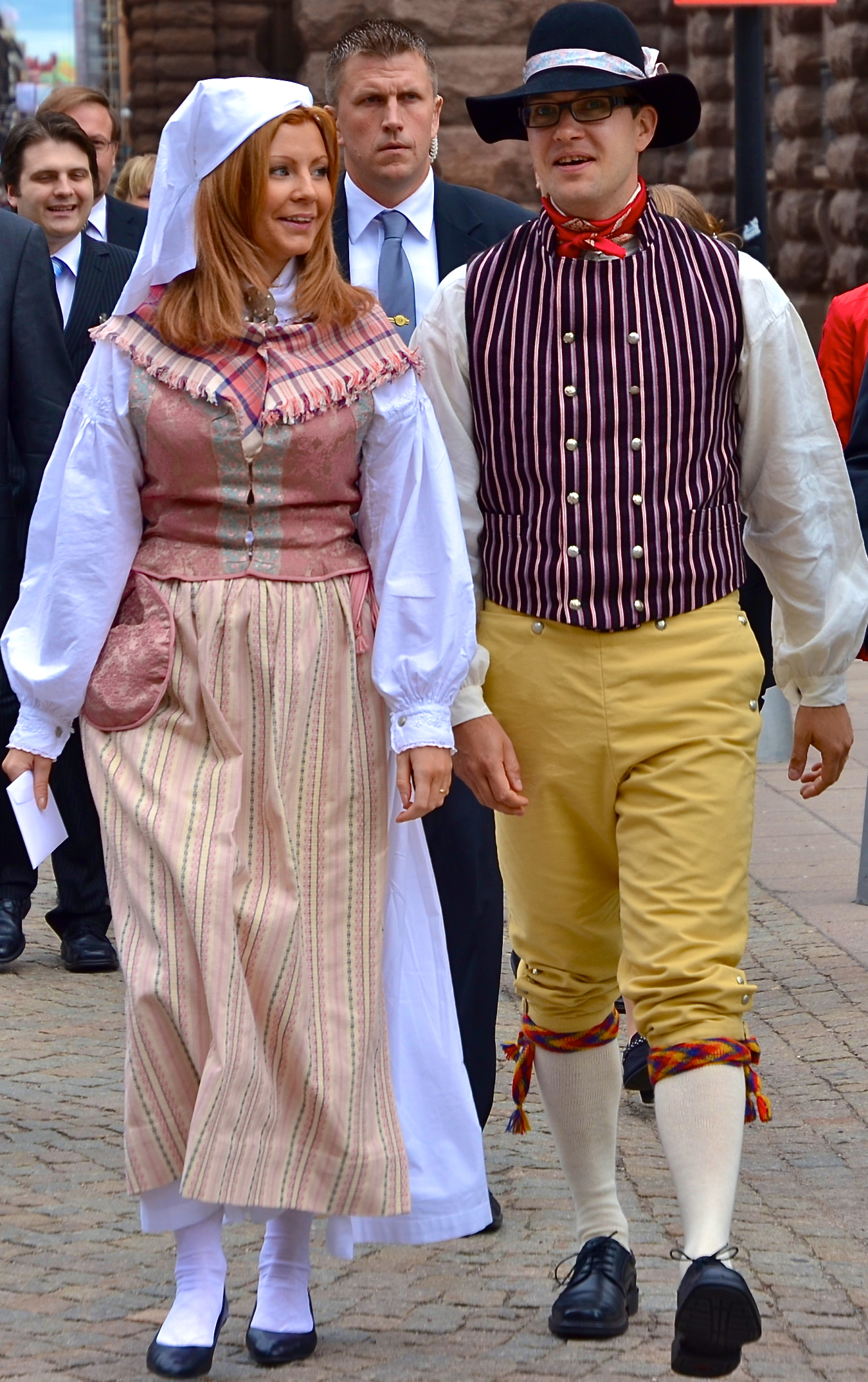
Їммі Окессон і його наречена в народному одязі.
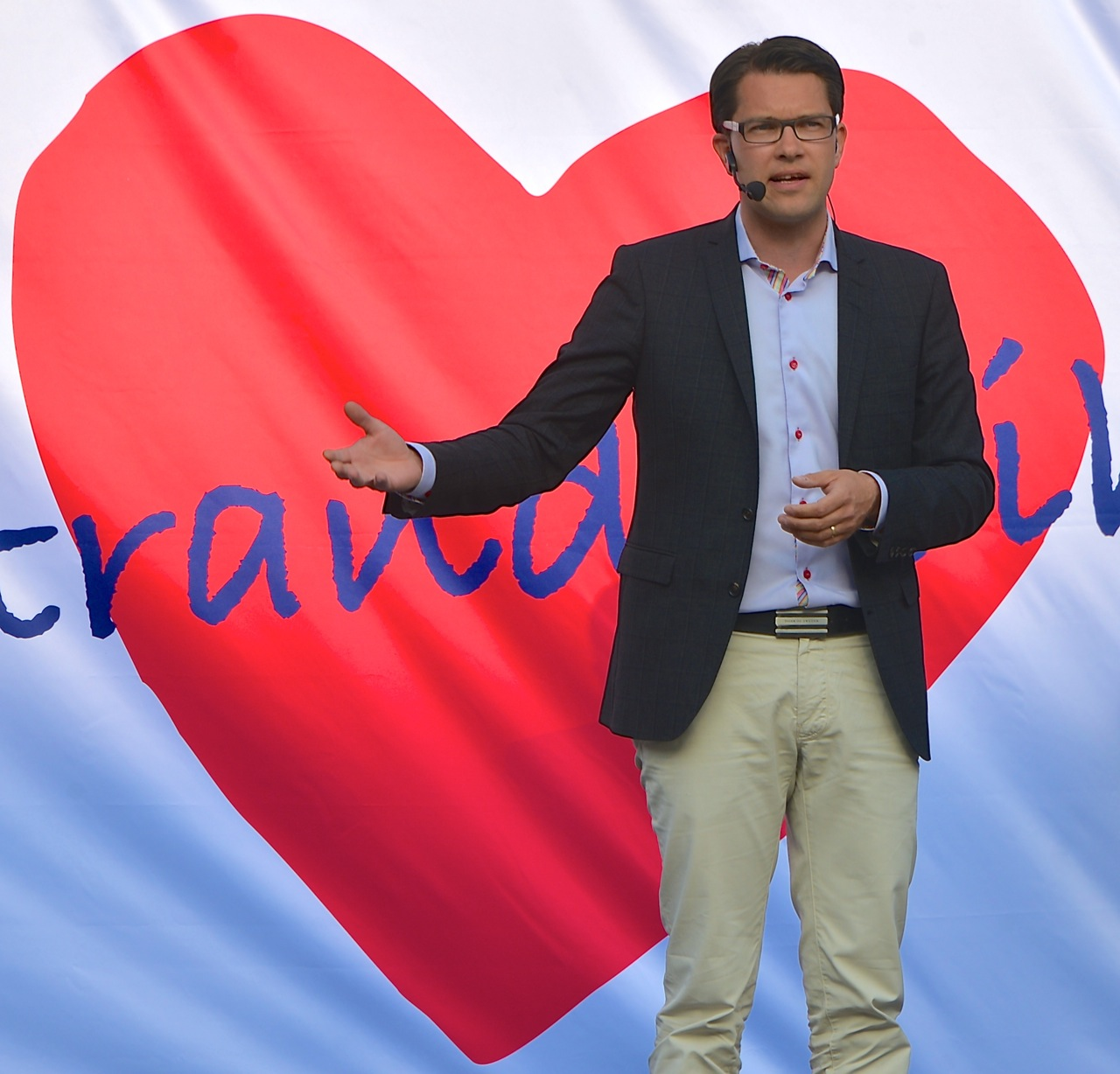
Їммі Окессон перед виборами до Європарламенту в травні 2014 року.
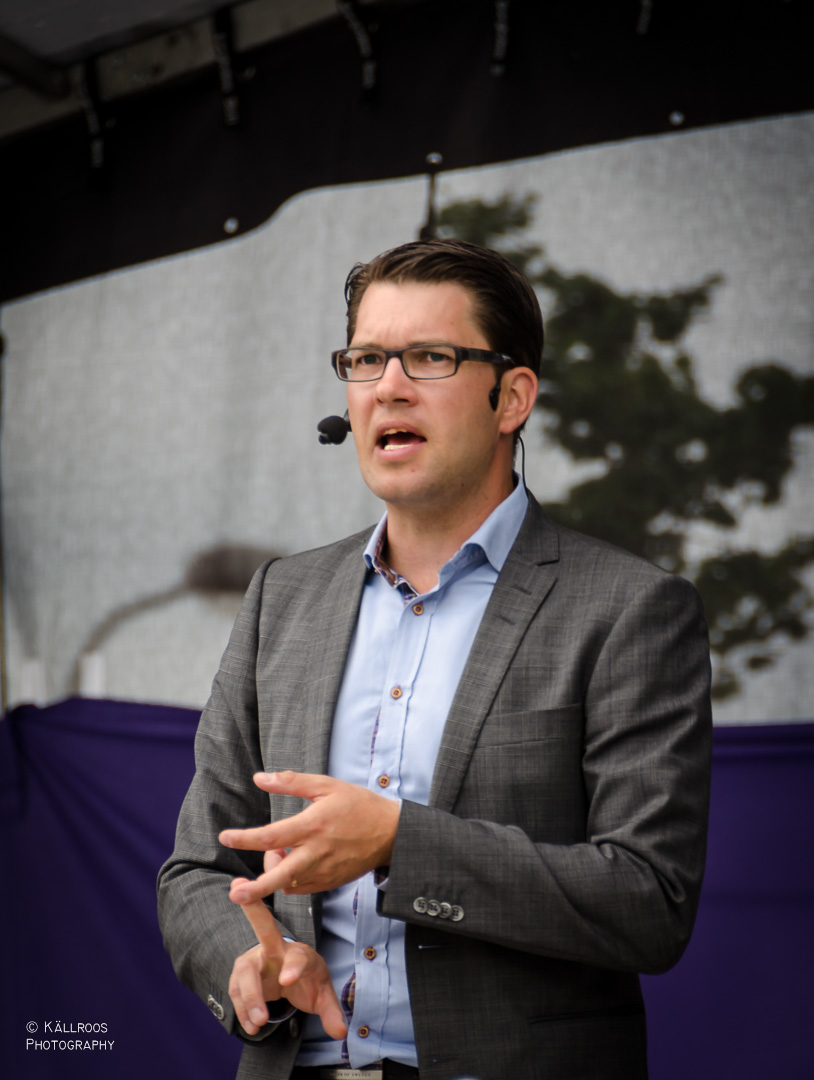
Їммі Окессон прголошує передпиборчу промову у Борггольмі 6 серпня 2014.
Юнас Шестедт і Їммі Окессон в політичній дуелі на Шведському радіо.
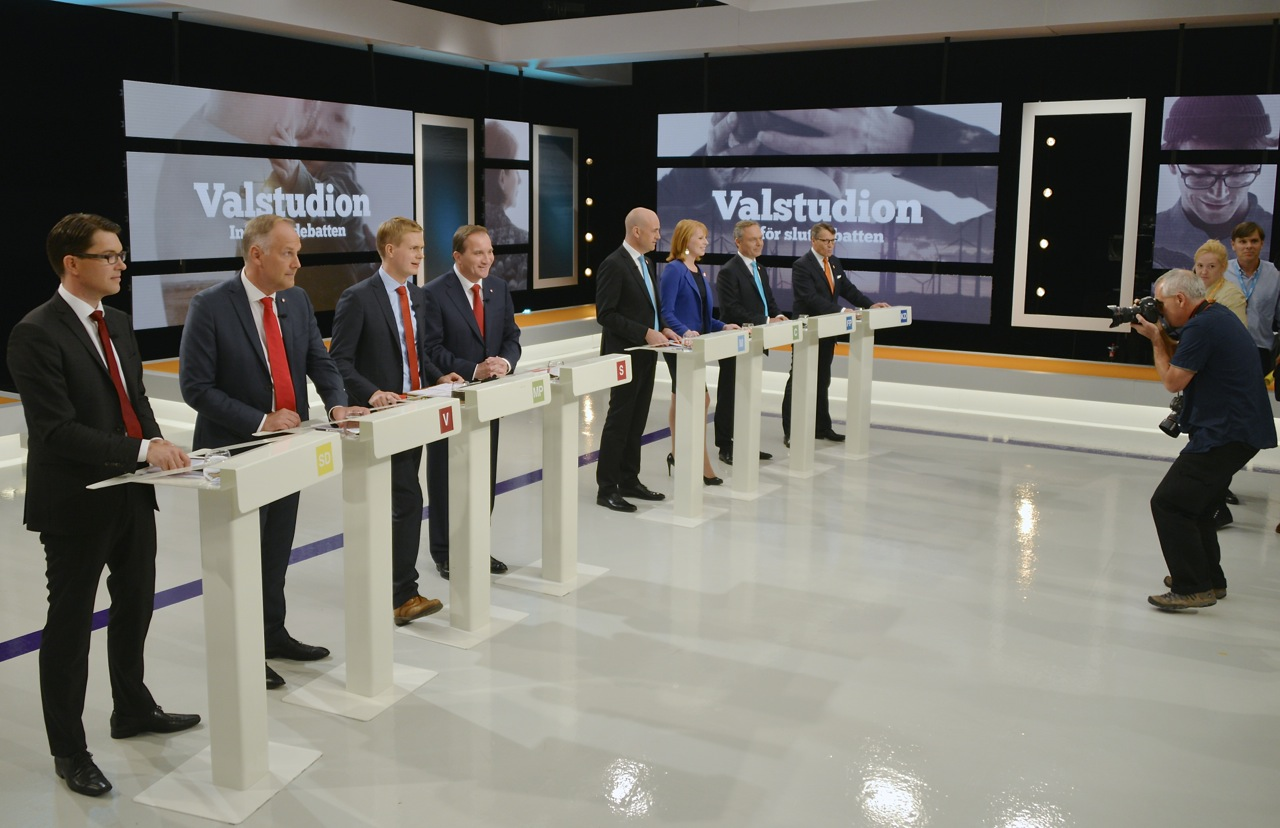
Перед дебатами на SVT 12 вересня 2014.
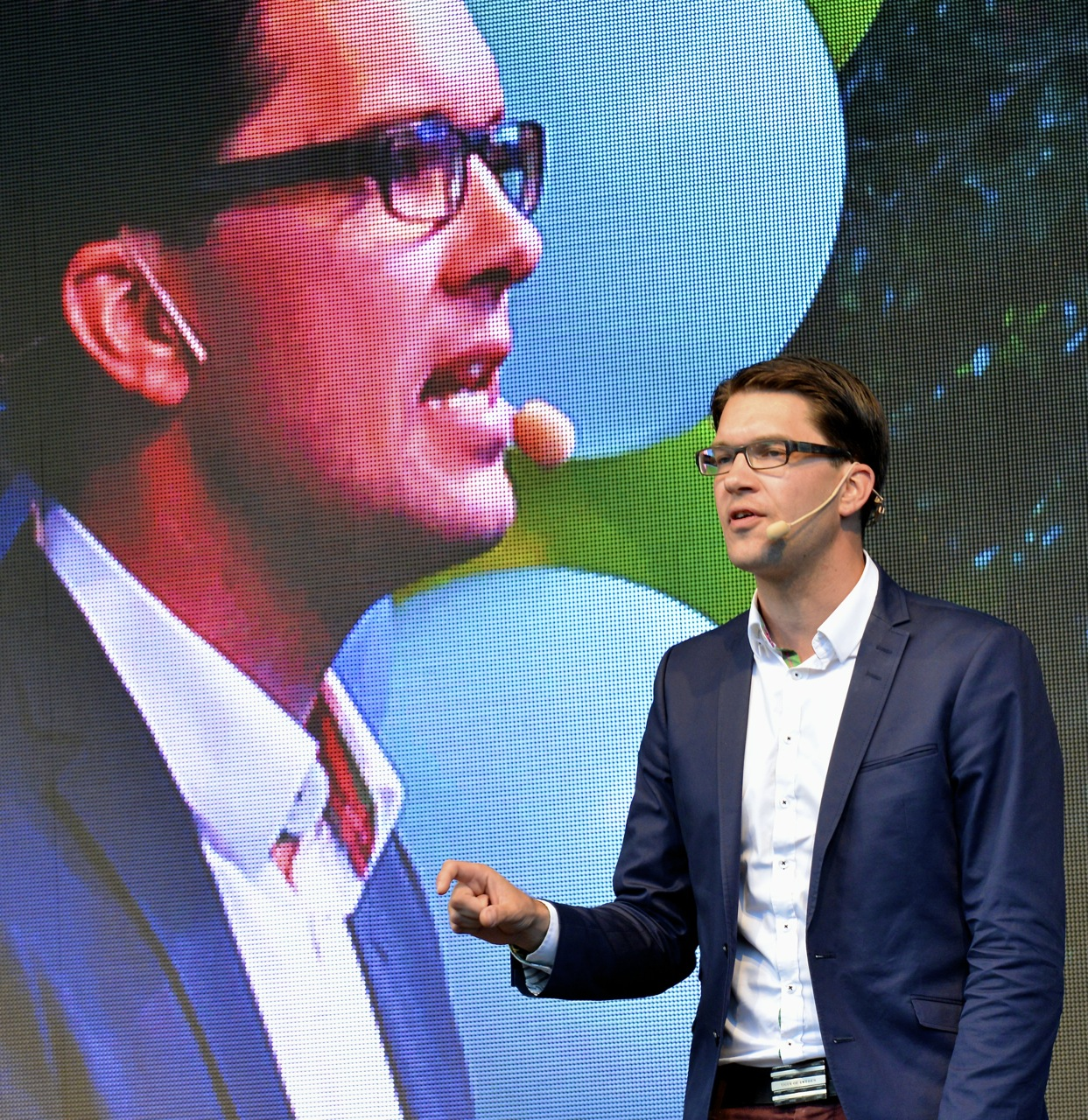
Їммі Окессон проголошує промову в Стокгольмі 13 вересня 2014, за день перед виборами.
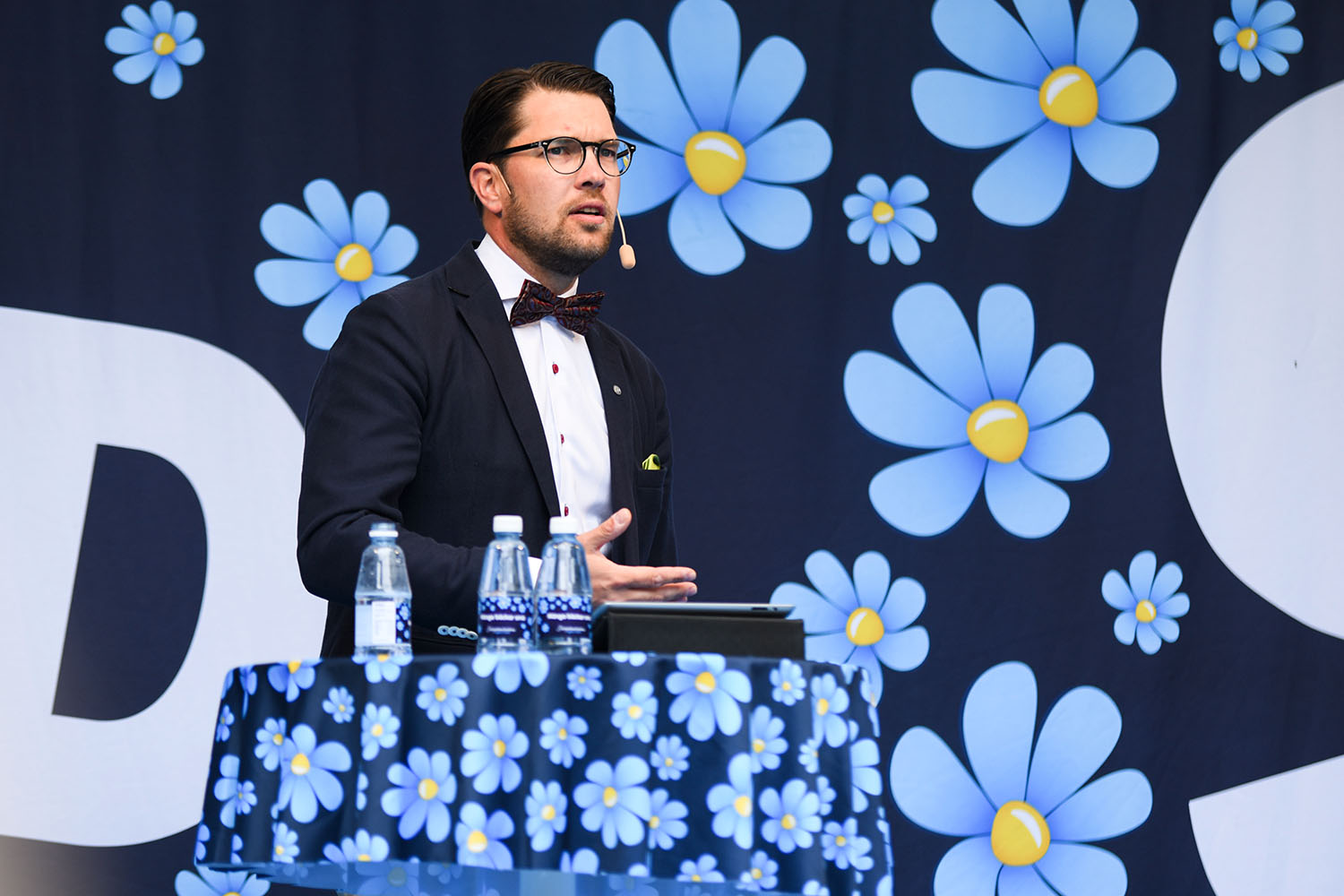
Їммі Окессон під час промови
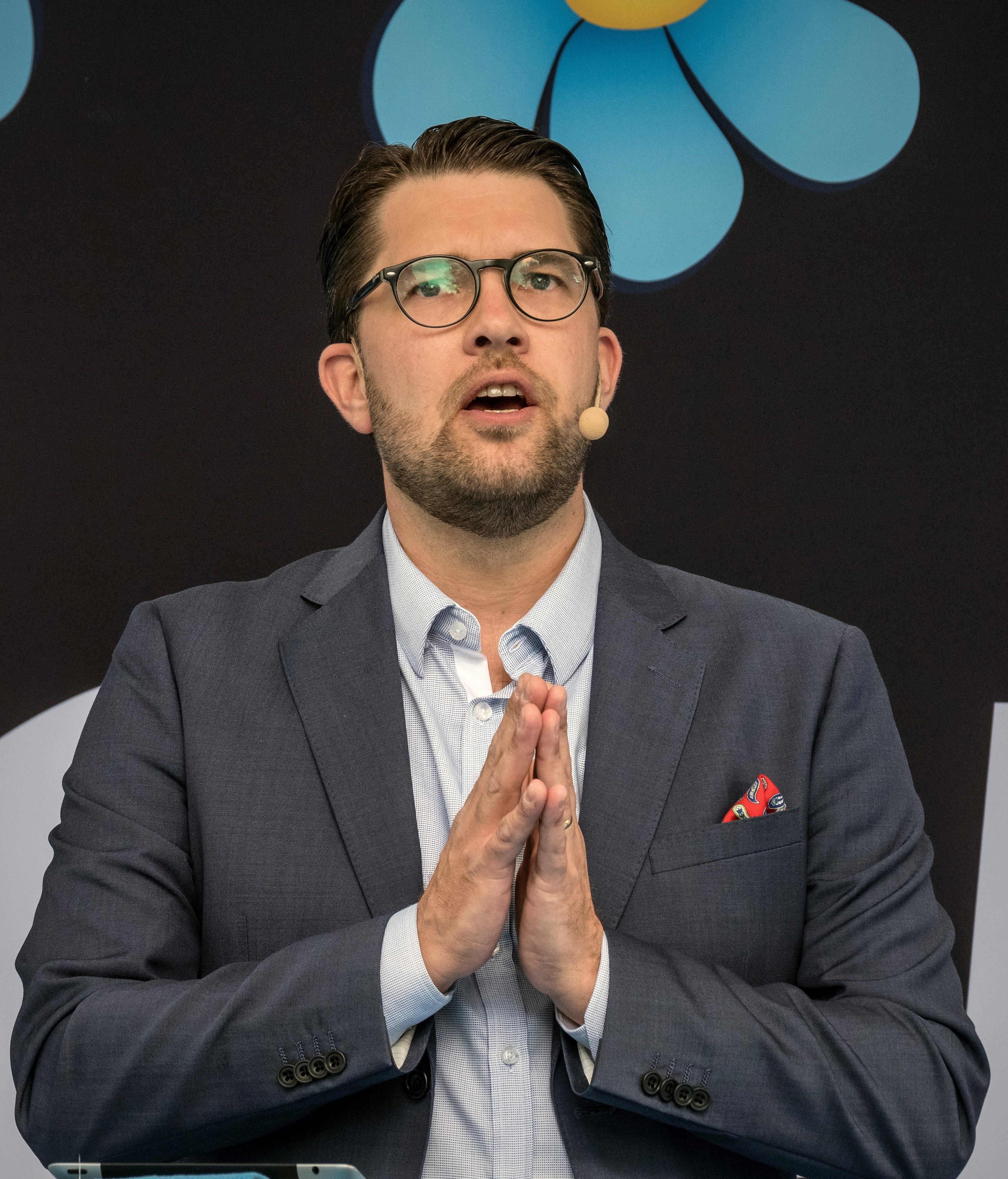
Їммі Окессон під час своєї промови на Almedalsveckan 2017.